# Sarcophaga koimani
Sarcophaga koimani är en tvåvingeart som först beskrevs av Tadao Kano och Shinonaga 1977.  Sarcophaga koimani ingår i släktet Sarcophaga och familjen köttflugor. Inga underarter finns listade i Catalogue of Life.